# Zdeněk Vogel
Pour les articles homonymes, voir Vogel.
Zdeněk Vogel, né le 10 novembre 1913 à Kutná Hora en Bohème et mort le 9 décembre 1986 à Prague, est un herpétologiste tchèque.

## Biographie
Il fait ses études primaires et secondaires à Prague. Il gagne sa vie en étant l’auteur de nombreux ouvrages mais aussi de la vente d’animaux vivants. En 1947, il fonde une station d’étude des reptiles et des amphibiens à Suchdol, un village près de Prague.
Il fait de nombreux voyages en Europe, en Asie, en Amérique et en Afrique. Il reçoit le titre de professeur honoraire de l’université de Cuba en 1962. Grand vulgarisateur, il contribue à faire connaître la terrariophilie.

## Source
- Kraig Adler, Contributions to the History of Herpetology, Society for the study of amphibians and reptiles, 1989, 202 p.  (ISBN 0-916984-19-2)